# Hédé-Bazouges
Hédé-Bazouges település Franciaországban, Ille-et-Vilaine megyében. Lakosainak száma 2273 fő (2022. január 1.). Hédé-Bazouges Dingé, Saint-Symphorien, Tinténiac, Vignoc és Guipel községekkel határos.

## Népesség
A település népességének változása:
| Lakosok száma | 2099 | 2164 | 2259 | 2247 | 2243 | 2247 | 2283 | 2278 | 2273 |
|               | 2013 | 2015 | 2016 | 2017 | 2018 | 2019 | 2020 | 2021 | 2022 |